# Vincenzo Camporini

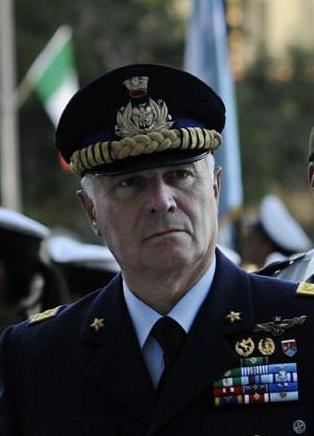
General Vincenzo Camporini

Vincenzo Camporini (* 21. Juni 1946 in Como) ist ein italienischer General im Ruhestand. 2006 wurde er Stabschef der italienischen Luftwaffe, von 2008 bis 2011 war er Generalstabschef der italienischen Streitkräfte.

## Werdegang
Camporini besuchte von 1965 bis 1969 die Luftwaffenakademie und schloss ein Studium in Luft- und Raumfahrttechnik an der Universität Neapel ab. In den Jahren danach flog er bei einem Aufklärungsgeschwader in Verona-Villafranca (3° Stormo) Flugzeuge vom Typ „Starfighter“. Nachdem er 1977 das NATO Defence College besucht hatte, war er von 1979 bis 1981 als Oberstleutnant Staffelkapitän der 28° Gruppo des 3. Aufklärungsgeschwaders in Verona. Danach besuchte er einen weiteren Generalstabslehrgang an der Führungsakademie der italienischen Luftwaffe und war von 1983 bis 1985 Adjutant des Generalstabschefs der Aeronautica Militare.
Von 1985 bis 1988 arbeitete Camporini als Oberst beim Luftwaffen-Generalstab im Bereich Forschung und Entwicklung, danach leitete er das Flugversuchszentrum in Pratica di Mare bei Rom und wurde italienischer Vertreter bei einer Forschungseinrichtung des Advisory Group for Aerospace Research and Devolopment (AGARD). In einer weiteren Verwendung beim Generalstab leitete Camporini eine Dienststelle für die technische Entwicklung von Waffensystemen. In dieser Funktion arbeitete er auch am Eurofighter-Programm mit und war Vertreter beim NATO Airborne Early Warning & Control Force Command (NAEW).
Als Brigadegeneral leitete Camporini von 1993 bis 1996 die Operationsabteilung des Luftwaffen-Generalstabs, als Generalmajor war er „Inspekteur“ der Marineflieger und dann „Inspekteur“ für Flugsicherheit. Von November 1998 bis April 2001 war er Leiter der Planungsabteilung des Generalstabes der Streitkräfte und dann bis Februar 2004 stellvertretender Generalstabschef der Streitkräfte.
2004 erwarb Camporini an der Universität Triest einen Master in Internationalen Beziehungen.
Von März 2004 bis September 2006 leitete Camporini die Führungsakademie der italienischen Streitkräfte.
Am 20. September 2006 wurde Camporini Generalstabschef der italienischen Luftwaffe. In dieser Funktion besuchte er im Mai 2007 seinen deutschen Amtskollegen Klaus-Peter Stieglitz und verschiedene Einrichtungen der deutschen Luftwaffe. Im Sommer 2007 wurde Camporini Fellow der Royal Aeronautical Society.
Am 29. November 2007 designierte ihn die italienische Regierung zum neuen Generalstabschef der italienischen Streitkräfte. Er übernahm dieses Amt am 12. Februar 2008 von Admiral Giampaolo Di Paola. Am 18. Januar 2011 gab es Camporini an den Heeresgeneral Biagio Abrate ab.
Nach dem Ende seiner militärischen Karriere engagierte er sich im Istituto Affari Internazionali außenpolitisch. Ende 2013 wurde er Mitglied des sozialdemokratischen Partito Democratico.
General Vincenzo Camporini hat eine Tochter und zwei Enkelkinder. Seine Ehefrau Silvana verstarb im Januar 2008.